# Mikhail Bogdanovich Barclay de Tolly
Mikhail Bogdanovich Barclay de Tolly (27 de dezembro de 1761 — 26 de maio de 1818) (em alfabeto cirílico: Михаи́л Богда́нович Баркла́й-де-То́лли) foi um marechal de campo alemão báltico e Ministro da Guerra do Império Russo durante a Invasão Napoleônica à Rússia em 1812 e a Guerra da Sexta Coalizão. Barclay implementou uma série de reformas durante esse tempo que melhorou o sistema de abastecimento do exército, dobrou o número de soldados do exército e implementou novos princípios de treinamento de combate. Ele também foi o governador-geral da Finlândia.

## Vida
Ele nasceu em uma família nobre de língua alemã da Livônia que eram membros do clã escocês Barclay. Seu pai foi o primeiro de sua família a ser aceito na nobreza russa. Barclay ingressou no Exército Imperial Russo ainda jovem em 1776, alistando-se no Regimento de Carabineiros Pskov. Por seu papel na captura de Ochakov em 1788 dos otomanos, ele foi pessoalmente condecorado por Grigory Potemkin. Em 1794, ele participou da supressão da Revolta de Kościuszko na Polônia e foi novamente condecorado por seu papel na captura de Vilnius.
Em 1806, Barclay começou a comandar nas Guerras Napoleônicas, destacando-se na Batalha de Pułtusk nesse mesmo ano. Ele foi ferido na Batalha de Eylau em 1807 enquanto suas tropas cobriam a retirada do exército russo. Por causa de seus ferimentos, ele foi forçado a deixar o comando. No ano seguinte, ele realizou operações bem-sucedidas na Guerra da Finlândia contra a Suécia. Barclay liderou um grande número de tropas russas a aproximadamente 100 km através do Golfo congelado de Bótnia no inverno durante uma tempestade de neve. Por suas realizações, Barclay de Tolly foi nomeado governador-geral do Grão-Ducado da Finlândia. De 20 de janeiro de 1810 a setembro de 1812, foi Ministro da Guerra do Império Russo.
Quando a invasão francesa da Rússia começou em 1812, Barclay de Tolly era comandante do 1º Exército do Oeste, o maior Exército a enfrentar Napoleão. Barclay foi nomeado comandante-chefe e iniciou uma política de terra arrasada desde o início da campanha, embora isso o tornasse impopular entre os russos. Depois que a Batalha de Smolensk não conseguiu deter os franceses e o descontentamento entre os russos continuou a crescer, Alexandre I nomeou Mikhail Kutuzov como comandante-chefe, embora Barclay permanecesse no comando do 1º Exército. No entanto, Kutuzov continuou a mesma retirada de terra arrasada até Moscou, onde a Batalha de Borodino aconteceu nas proximidades. Barclay comandou a ala direita e o centro do exército russo para a batalha. Após a retirada de Napoleão, o eventual sucesso das táticas de Barclay o tornou um herói entre os russos. Ele se tornou comandante-em-chefe mais uma vez em 1813 após a morte de Kutuzov e liderou a tomada de Paris, para a qual foi feito marechal de campo. Sua saúde piorou mais tarde e ele morreu em uma visita à Alemanha em 1818.